# Портакалдаја (Пескара)
Портакалдаја (итал. Portacaldaia) је насеље у Италији у округу Пескара, региону Абруцо.
Према процени из 2011. у насељу је живело 278 становника. Насеље се налази на надморској висини од 397 м.